# Sapintus subulatus
Sapintus subulatus es una especie de coleóptero de la familia Anthicidae.

## Distribución geográfica
Habita en Colombia.